# Leioproctus anthracinus
Leioproctus anthracinus là một loài Hymenoptera trong họ Colletidae. Loài này được Michener mô tả khoa học năm 1989.